# Unity Technologies
Unity Software Inc. est une société de développement de logiciels de jeux vidéo basée à San Francisco. Elle a été fondée au Danemark en 2004 sous le nom d'Over the Edge Entertainment et a changé de nom en 2007.
Le 10 novembre 2021, la société rachète Weta digital pour 1,63 milliard de dollars.